# Grundtvigsvej
Grundtvigsvej er en gade på Frederiksberg i København, der går fra Bülowsvej i øst til Falkoner Allé i vest. Folkeskolen Skolen på Grundtvigsvej ligger i nr. 11. I nr. 37 ligger det tidligere Missionshuset Siloam.

## Historie
Området tilhørte i første halvdel af 1900-tallet gården Christianshvile. I 1847 blev den blev købt af hofbogtrykker Bianco Luno, der ombyggede hovedbygningen til et landsted omkring 1850 og udstykkede det meste af området før sin død i 1852. Det førte til anlæggelsen af både Bianco Lunos Allé og Bianco Lunos Sideallé, der lå vinkelret på den. Fra 1860 til 1868 var Christianshvile var ejet af N.F.S. Grundtvig. Bianco Lunos Sideallé blev omdøbt til Grundtvigsvej til minde om ham i 1879 efter hans død i 1872.
Oprindeligt lå der villaer langs med Grundtvigsvej, men på den østlige del kom der senere etageejendomme. På den vestlige del blev C. Rathsacks gartneris jord udstykket til bebyggelse med villaer omkring 1880. Christianshviles hovedbygning, der lå i nærheden ved hjørnet af Gammel Kongevej og Henrik Steffens Vej, blev til gengæld revet ned i 1907, da sidstnævnte gade blev anlagt.
Emmeches Metalvarefabrik lå på Grundtvigsvej 23. Under den tyske besættelse af Danmark under anden verdenskrig blev fabrikken sprængt i luften ved en sabotageaktion udført af modstandsgruppen BOPA 19. september 1943.

## Bygninger
Skolen på Grundtvigsvej i nr. 11 er den nyeste folkeskole på Frederiksberg. Den har til huse i det tidligere Frøbelseminariet.
Gimle i nr. 14 åbnede som gæstgiveri i 1874. To år efter holdt Socialdemokratiet sin første kongres her, hvor man vedtog sin første program, Gimle-programmet. Stedets selskabslokaler blev også benyttet til afdansningsballer, amatørskuespil og foreningsfester. Om sommeren var der fugleskydning med tilhørende kåring af fuglekonge i haven. I 1956 blev Gimle imidlertid overtaget af Landbohøjskolen, og selskabslokalerne blev omdannet til studenterkantine.
I nr. 37 ligger det tidligere Missionshuset Siloam, der blev opført i 1894 af Kirkelig Forening for den Indre Mission i Danmark efter tegninger af Otto Beck. Bygningen er opført i røde mursten med gavlparti ud til vejen. I stueetagen var der forretningslokaler, og på førstesalen var der en stor sal. Blandt interiøret kan nævnes maleriet Den Korsfæstede af Møller, Kolding. Bygningen er i dag totalt ombygget og anvendes af Copenhagen Business School.
Hjørneejendommen Bülowsvej 7A/Grundtvigsvej 2 blev opført i 1902 efter tegninger af Emil Blichfeldt. Bygningen på hjørnet af Henrik Steffens Vej blev opført i 1928 efter tegninger af Alfred Skjøt-Pedersen. Den tidligere fabrik i nr. 25 blev opført i 1936 efter tegninger af Axel Maar.